# Vestec (Hřiměždice)
Vestec je vesnice, část obce Hřiměždice v okrese Příbram ve Středočeském kraji. Nachází se asi 1,5 kilometru jihozápadně od Hřiměždic. Vesnicí protéká Vltava. Je zde evidováno 94 adres. V roce 2011 zde trvale žilo 88 obyvatel.
Vestec leží v katastrálním území Vestec u Hřiměždic o rozloze 1,71 km².

## Historie
První písemná zmínka o vesnici pochází z roku 1325.

## Obyvatelstvo
| Rok            | 1869 | 1880 | 1890 | 1900 | 1910 | 1921 | 1930 | 1950 | 1961 | 1970 | 1980 | 1991 | 2001 | 2011 | 2021 |
| -------------- | ---- | ---- | ---- | ---- | ---- | ---- | ---- | ---- | ---- | ---- | ---- | ---- | ---- | ---- | ---- |
| Počet obyvatel | 237  | 206  | 190  | 165  | 171  | 170  | 164  | 97   | 77   | 74   | 63   | 49   | 48   | 88   | 55   |
| Počet domů     | 33   | 33   | 30   | 28   | 30   | 32   | 32   | 33   | 33   | 18   | 19   | 33   | 32   | 34   | 36   |

## Obecní správa
Při sčítání lidu v letech 1850–1960 Vestec byl osadou obce Velká v okrese Příbram. Od 12. června 1960 je částí obce Hřiměždice v okrese Příbram.

## Další fotografie

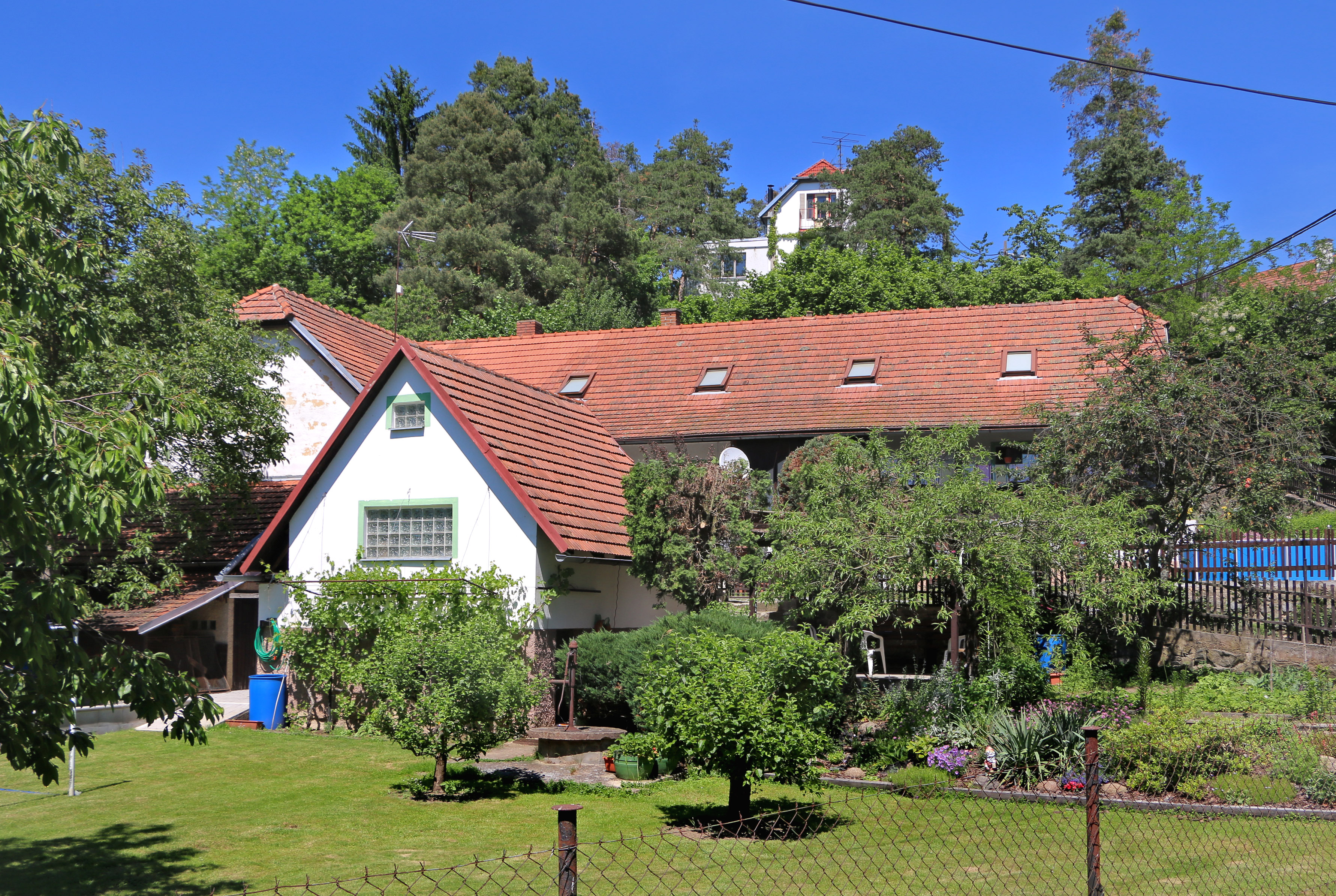
Dům čp. 50
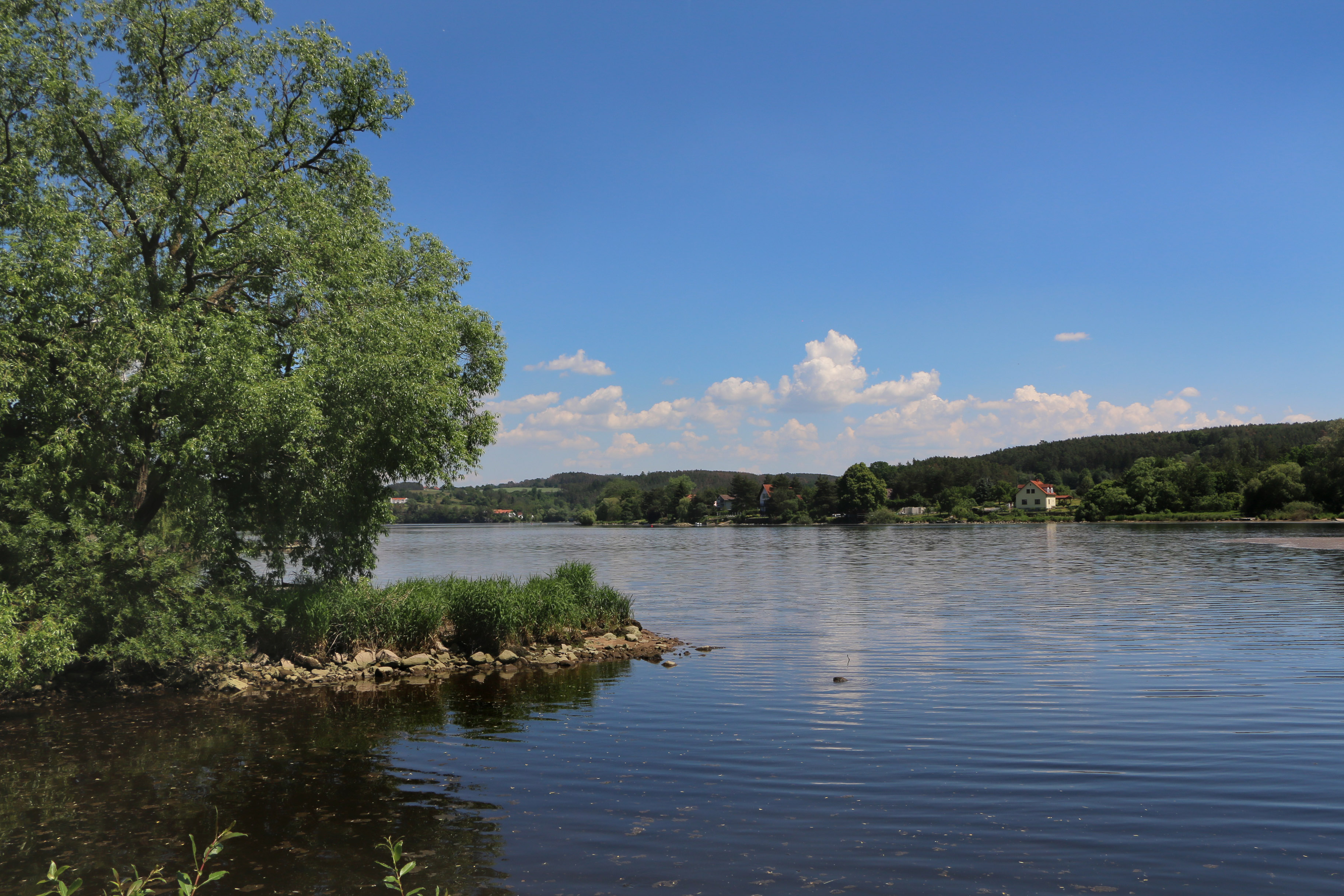
Slapská přehrada ve Vestci
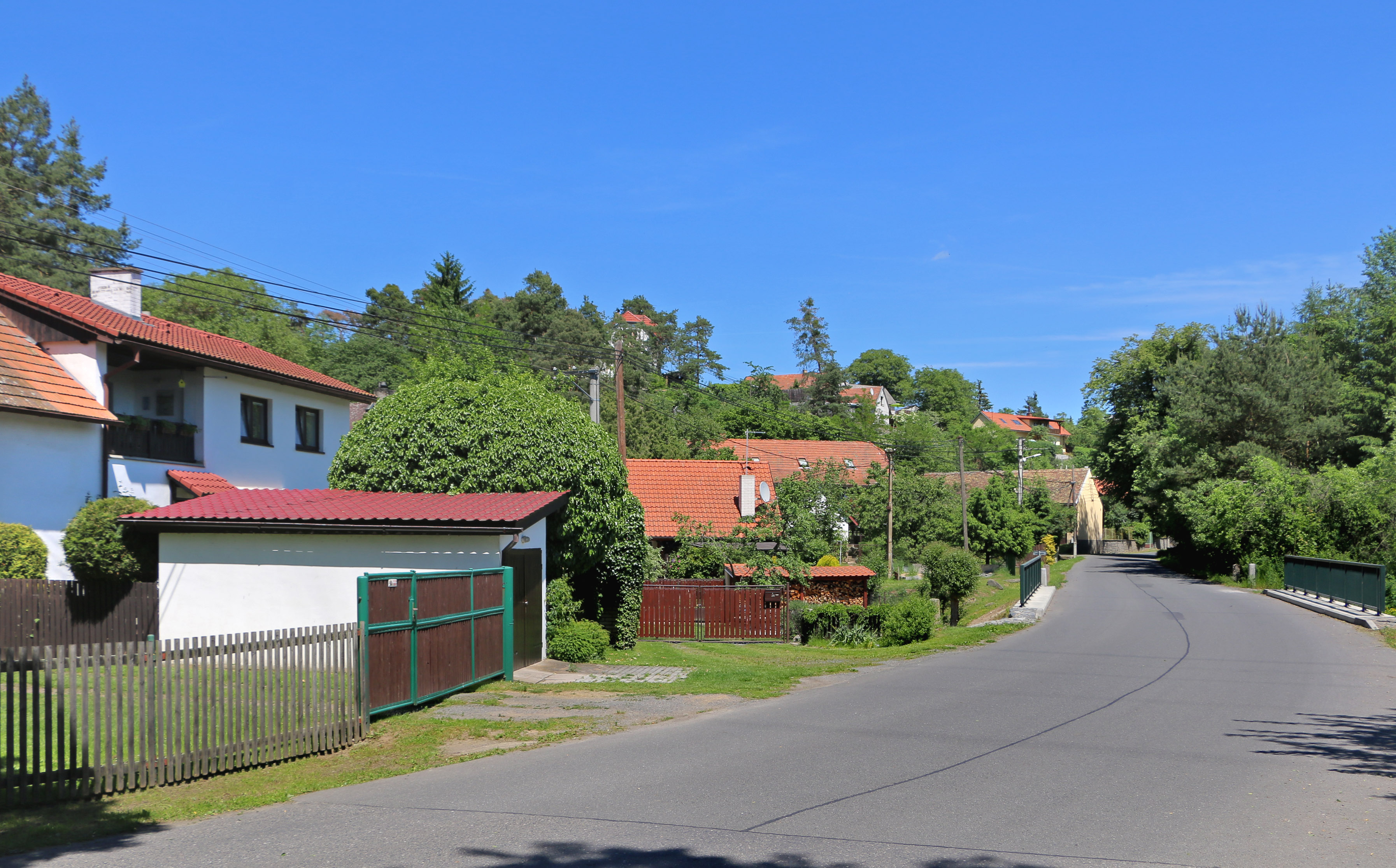
Střed vesnice
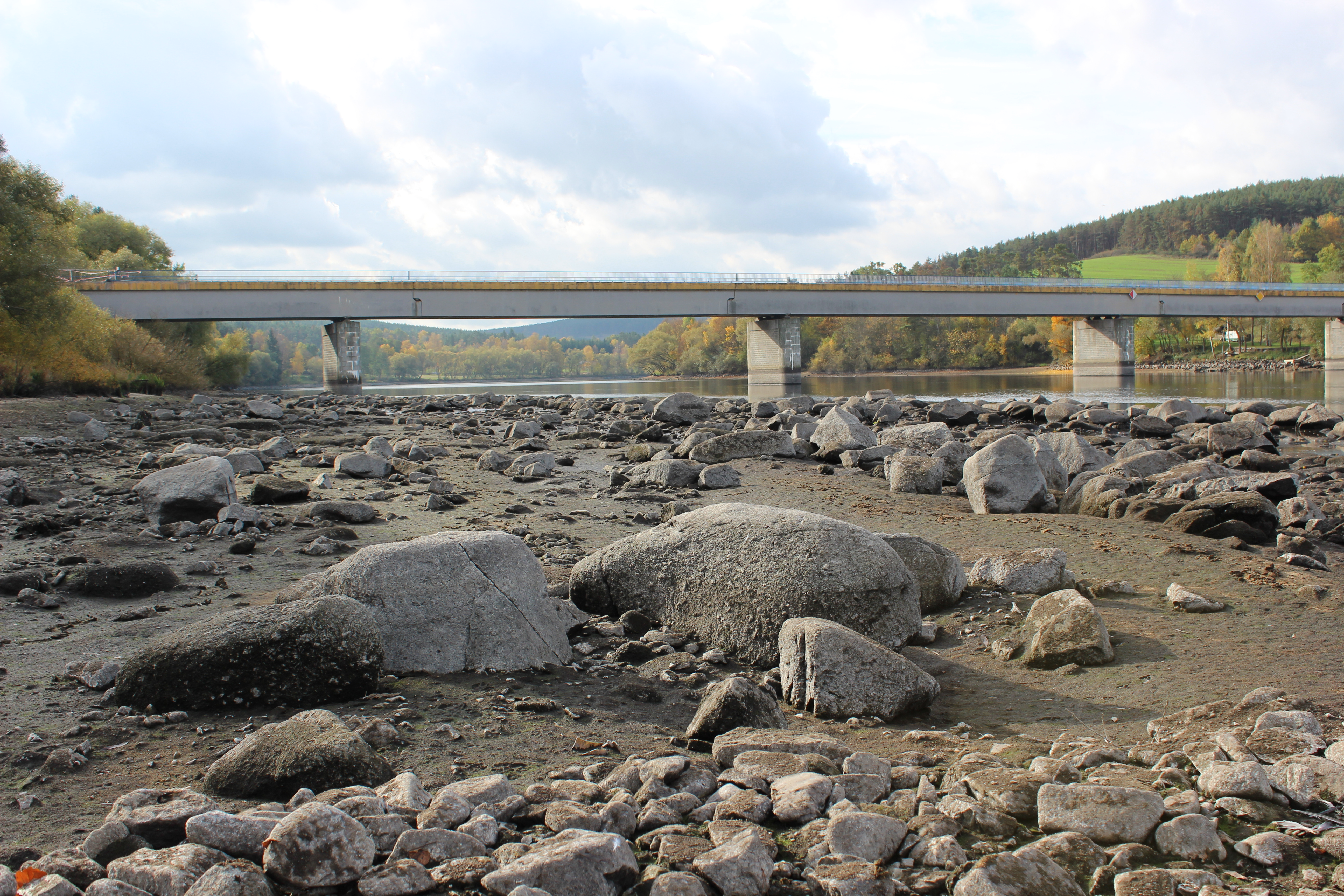
Most přes Vltavu